# Lilla Smalsjön
Lilla Smalsjön är en sjö i Filipstads kommun i Värmland och ingår i Göta älvs huvudavrinningsområde. Sjön är 16,8 meter djup, har en yta på 0,496 kvadratkilometer och är belägen 312,6 meter över havet. Sjön avvattnas av vattendraget Saxhyttälven (Stensjöälven).

## Delavrinningsområde
Lilla Smalsjön ingår i det delavrinningsområde (664960-140560) som SMHI kallar för Ovan Dalkarlsälven. Medelhöjden är 315 meter över havet och ytan är 7,47 kvadratkilometer. Det finns inga avrinningsområden uppströms utan avrinningsområdet är högsta punkten. Saxhyttälven (Stensjöälven) som avvattnar avrinningsområdet har biflödesordning 3, vilket innebär att vattnet flödar genom totalt 3 vattendrag innan det når havet efter 382 kilometer. Avrinningsområdet består mestadels av skog (80 procent). Avrinningsområdet har 0,48 kvadratkilometer vattenytor vilket ger det en sjöprocent på 6,5 procent.